# Jong weesmeisje op het kerkhof
Jong weesmeisje op het kerkhof (Frans: Jeune orpheline au cimetière) is een schilderij van Eugène Delacroix. Hoewel hij het op jonge leeftijd schilderde, wordt het beschouwd als een hoogtepunt in zijn oeuvre. Sinds 1934 maakt het deel uit van de collectie van het Louvre.

## Voorstelling
Op het schilderij is een jong meisje afgebeeld dat een arme indruk maakt. Zij heeft haar hoofd naar links gedraaid en kijkt naar iets dat zich buiten het schilderij bevindt. In haar oog lijken tranen op te wellen, terwijl haar hand krachteloos in haar schoot rust. De half geopend mond en het afgezakte jurkje versterken de treurige stemming nog. Op de achtergrond zijn enkele kruisen en grafstenen in de schemering te zien die verraden dat het tafereel zich op of bij een kerkhof afspeelt. Delacroix schilderde zowel haar kleding als de achtergrond in sombere, koude kleuren, waarmee hij de wanhoop en melancholie van het meisje onderstreepte. 
Jong weesmeisje op het kerkhof wordt vaak gezien als een studie voor Het bloedbad van Chios, zijn grote schilderij over de slachting op het eiland Chios tijdens de Griekse Onafhankelijkheidsoorlog. De houding en uitdrukking van de man die linksonder op dit schilderij te zien is, vertonen overeenkomst met die van het weesmeisje.
Het schilderij is eind 1823 of begin 1824 geschilderd. Op 17 februari 1824 maakt Delacroix in zijn aantekeningen melding van een bedelend meisje dat geposeerd had voor zijn studie op het kerkhof. Op de Parijse salon van hetzelfde jaar stelde de schilder het werk voor het eerst tentoon.

## Herkomst
- Het schilderij is in bezit van Frédéric Leblond, jeugdvriend van de schilder, en vervolgens van diens weduwe.
- Nagelaten aan hun neef dr. Gebauer.
- 31 mei - 1 juni 1904: gekocht door Etienne Moreau-Nélaton, Parijs, een Franse schilder en verzamelaar.
- 1906: geschonken aan het Louvre.
- 1907: overgebracht naar het Musée des Arts Décoratifs.
- 1934: overgebracht naar het Louvre.

## Afbeelding

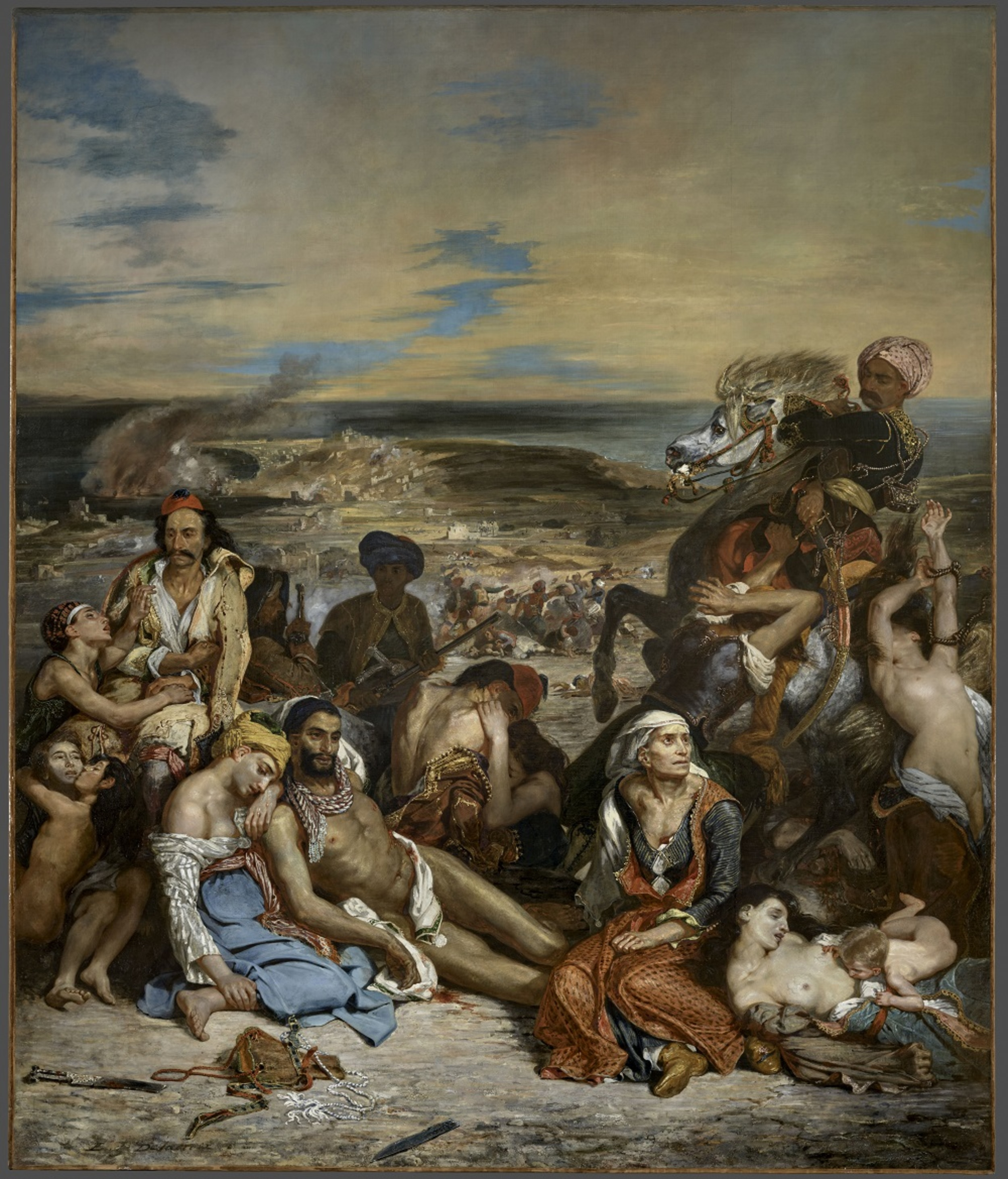
Het bloedbad van Chios (1824)